# Union (Kentucky)
Union – miasto w Stanach Zjednoczonych, w stanie Kentucky, w hrabstwie Boone.